# J-kurva (nationalekonomi)
För andra betydelser, se J-kurva.

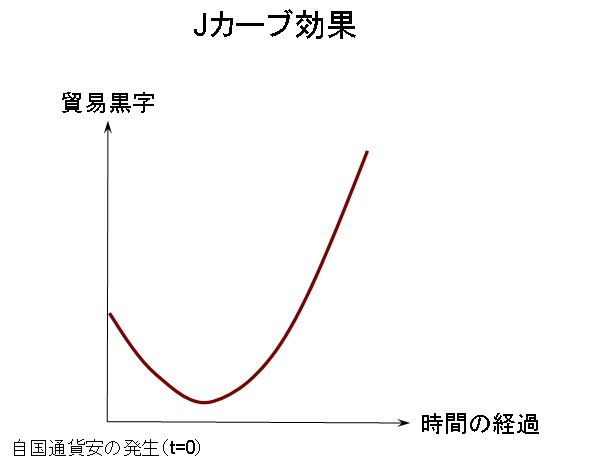
En illustration av J-kurvan.

Inom nationalekonomin visar J-kurvan hur ett lands handelsbalans påverkas efter en devalvering eller depreciering av dess valuta, under några specifika antaganden. En devalverad valuta gör att importer blir dyrare, och antaget att mängden importer och exporter förändras marginellt omedelbart blir resultatet en depreciering av bytesbalansen - det vill säga, ett större underskott eller ett mindre överskott. Med tiden kan dock mängden exporter komma att öka, på grund av deras lägre och mer konkurrenskraftiga priser för utländska konsumenter, medan inhemska konsumenter kan komma att köpa färre av de nu dyrare importerna. Handelsbalansen kan så till slut förbättras till ett läge högre än dess position innan devalveringen. Om en valuta revalveras eller apprecieras kan samma argumentation innebära en inverterad J-kurva.
Direkt efter en depreciering eller devalvering kan mängden importer och exporter kvarstå relativt oförändrad, delvis på grund av handelskontrakt som måste fullföljas. Kortsiktigt är dessutom efterfrågan för de dyrare importerna - och även utländska konsumenters efterfrågan för de nu billigare exporterna - relativt prisinelastiska, eftersom det är ett tidshopp i en konsuments sökan efter bättre och billigare alternativ - vilka kanske inte finns.
Långsiktigt kan dock en depreciering av växelkursen ha den önskade effekten av en förbättrad bytesbalans. Inhemska konsumenter kan skifta sina utgifter till inhemska producenter och sluta importera dyra varor och tjänster, förutsatt att likartade inhemska alternativ finns. Utländska konsumenter kan börja köpa produkterna som exporteras från landet, vilka med den utländska valutan nu är dyrare, istället för att köpa sina egna inhemska varor och tjänster.